# 10606 Крокко
10606 Крокко (10606 Crocco) — астероїд головного поясу, відкритий 3 листопада 1996 року.
Тіссеранів параметр щодо Юпітера — 3,129.